# Þorlákshöfn
Þorlákshöfn är en ort i kommunen Ölfus i Suðurland i Island. Antalet invånare är 1 489.
Den högsta punkten i närheten är 500 meter över havet, 11,3 km nordväst om Þorlákshöfn. Närmaste större samhälle är Hveragerði, 18,7 km nordost om Þorlákshöfn. 
Þorlákshöfn var tidigare huvudhamn för trafik till och från Västmannaöarna. Sedan 2010 har den för detta ändamål ersatts av den nybyggda Landeyjahöfn längre österut på kusten.
Den viktigaste näringen i Þorlákshöfn är skeppsbyggeri, av fiskefartyg och arbetsfartyg.
Vid mynningen finns en bro över floden Ölfusá, som är Islands mest flödesrika älv. Nordväst om orten ligger Búrigrottan.